# Shrewsbury (Nova Jersey)
Shrewsbury és una població dels Estats Units a l'estat de Nova Jersey. Segons el cens del 2007 tenia 3.759 habitants.

## Demografia
Segons el cens del 2000, Shrewsbury tenia 3.590 habitants, 1.207 habitatges, i 1.016 famílies. La densitat de població era de 627,2 habitants/km².
Dels 1.207 habitatges en un 46% hi vivien nens de menys de 18 anys, en un 74,6% hi vivien parelles casades, en un 7,2% dones solteres, i en un 15,8% no eren unitats familiars. En el 12,9% dels habitatges hi vivien persones soles el 6,9% de les quals corresponia a persones de 65 anys o més que vivien soles. El nombre mitjà de persones vivint en cada habitatge era de 2,96 i el nombre mitjà de persones que vivien en cada família era de 3,27.
Per edats la població es repartia de la següent manera: un 30,8% tenia menys de 18 anys, un 4% entre 18 i 24, un 28,1% entre 25 i 44, un 25,1% de 45 a 60 i un 12% 65 anys o més.
L'edat mediana era de 38 anys. Per cada 100 dones de 18 o més anys hi havia 93,2 homes.
La renda mediana per habitatge era de 86.911 $ i la renda mediana per família de 92.719 $. Els homes tenien una renda mediana de 85.875 $ mentre que les dones 37.554 $. La renda per capita de la població era de 38.218 $. Cap de les famílies i l'1% de la població estaven per davall del llindar de pobresa.

## Personatges il·lustres
- John Lloyd Stephens (1805-1852), explorador de l'Amèrica Central.

## Poblacions més properes
El següent diagrama mostra les poblacions més properes.